# Körner (Türingia)
Körner település Németországban, azon belül Türingiában. Lakosainak száma 1657 fő (2023. december 31.). Körner Nottertal-Heilinger Höhen és Mühlhausen községekkel határos.

## Népesség
A település népességének változása:
| Lakosok száma | 1743 | 1671 | 1659 | 1623 | 1621 | 1657 |
|               | 2014 | 2017 | 2019 | 2021 | 2022 | 2023 |